# Diskografija sastava Gorillaz
Ovo je stranica o diskografiji sastava Gorillaz. Do sada su objavili pet studijska, tri kompilacijska albuma i jedan remix album.

## Albumi

### Studijski albumi
| Album         | Objavljen         | Detalji                 | Pozicija na top listama | Pozicija na top listama | Pozicija na top listama | Pozicija na top listama | Pozicija na top listama | Pozicija na top listama | Pozicija na top listama | Pozicija na top listama | Naklada / Prodaja | Naklada / Prodaja | Naklada / Prodaja | Naklada / Prodaja |
| Album         | Objavljen         | Detalji                 | UK                      | SAD                     | AUS                     | NZ                      | NJE                     | FRA                     | ŠVI                     | ITA                     | UK                | SAD               | AUS               | NJE               |
| ------------- | ----------------- | ----------------------- | ----------------------- | ----------------------- | ----------------------- | ----------------------- | ----------------------- | ----------------------- | ----------------------- | ----------------------- | ----------------- | ----------------- | ----------------- | ----------------- |
| Gorillaz      | 26. ožujka 2001.  | Prvi studijski album    | 3                       | 14                      | 17                      | 2                       | 3                       | 7                       | 6                       | 10                      | 2xPlatinasta      | Platinasta        | Zlatna            | Zlatna            |
| Demon Days    | 23. svibnja 2005. | Drugi studijski album   | 1                       | 6                       | 2                       | 3                       | 2                       | 1                       | 1                       | 5                       | 5xPlatinasta      | 2xPlatinasta      | 3xPlatinasta      | Zlatna            |
| Plastic Beach | 8. ožujka 2010.   | Treći studijski album   | 2                       | 2                       | 1                       | 4                       | 3                       | 2                       | 2                       | —                       | Platinasta        | —                 | Zlatna            | —                 |
| The Fall      | 18. travnja 2011. | Četvrti studijski album | 12                      | 24                      | 41                      | —                       | 43                      | 20                      | 13                      | —                       | —                 | —                 | —                 | —                 |
| Humanz        | 28. travnja 2017. | Peti studijski album    | 2                       | 2                       | 4                       | 3                       | 3                       | 2                       | 1                       | —                       | Zlatna            | —                 | —                 | —                 |
| The Now Now   | 29. lipnja 2018.  | Šesti studijski album   | 5                       | 4                       | 4                       | 9                       | 10                      | 6                       | 3                       | —                       | —                 | —                 | —                 | —                 |

### Remix albumi
| Album           | Objavljen       | Detalji              | Pozicija na top listama | Pozicija na top listama | Pozicija na top listama | Pozicija na top listama | Pozicija na top listama |
| Album           | Objavljen       | Detalji              | UK                      | SAD                     | NZ                      | FRA                     | ŠVI                     |
| --------------- | --------------- | -------------------- | ----------------------- | ----------------------- | ----------------------- | ----------------------- | ----------------------- |
| Laika Come Home | 1. srpnja 2002. | Dub remix Gorillaz-a | 108                     | 156                     | -                       | 118                     | -                       |

### Kompilacijski albumi
| Album                            | Objavljen          | Detalji                                | Pozicija na top listama | Pozicija na top listama | Pozicija na top listama | Pozicija na top listama | Pozicija na top listama |
| Album                            | Objavljen          | Detalji                                | UK                      | SAD                     | NZ                      | FRA                     | ŠVI                     |
| -------------------------------- | ------------------ | -------------------------------------- | ----------------------- | ----------------------- | ----------------------- | ----------------------- | ----------------------- |
| G-Sides                          | 11. ožujka 2002.   | Kompilacija B-strana                   | 65                      | 84                      | 28                      | -                       | 95                      |
| D-Sides                          | 19. studenog 2007. | Kompilacija B-strana/ remix album      | 63                      | 166                     | -                       | 102                     | 66                      |
| The Singles Collection 2001-2011 | 28. studenog 2011. | Kompilacija singlova od 2001. do 2011. | 46                      | -                       | 32                      | 111                     | -                       |

## EP-ovi
- Tomorrow Comes Today (27. studenog 2000.)

## Singlovi
| Singl                                                                   | Objavljen           | Album           | Pozicija na top listama | Pozicija na top listama | Pozicija na top listama | Pozicija na top listama | Pozicija na top listama | Pozicija na top listama | Pozicija na top listama |
| Singl                                                                   | Objavljen           | Album           | UK                      | AUS                     | NJE                     | ITA                     | NZ                      | SAD                     | SAD MR                  |
| ----------------------------------------------------------------------- | ------------------- | --------------- | ----------------------- | ----------------------- | ----------------------- | ----------------------- | ----------------------- | ----------------------- | ----------------------- |
| "Clint Eastwood" (suradnja s Del tha Funkee Homosapienom)               | 5. ožujka 2001.     | Gorillaz        | 4                       | 17                      | 2                       | 1                       | 12                      | 57                      | 3                       |
| "19-2000"                                                               | 25. lipnja 2001.    | Gorillaz        | 6                       | 39                      | 29                      | 21                      | 1                       | –                       | 23                      |
| "Rock the House" (suradnja s Del tha Funkee Homosapienom)               | 22. listopada 2001. | Gorillaz        | 18                      | –                       | 90                      | –                       | –                       | –                       | –                       |
| "911" (suradnja s D12 i Terry Hall)                                     | 7. prosinca 2001.   | —               | –                       | –                       | –                       | –                       | –                       | –                       | –                       |
| "Tomorrow Comes Today"                                                  | 25. veljače 2002.   | Gorillaz        | 33                      | –                       | –                       | –                       | –                       | –                       | –                       |
| "Lil' Dub Chefin'" (suradnja sa Spacemonkeyz)                           | 22. srpnja 2002.    | Laika Come Home | 73                      | –                       | –                       | –                       | –                       | –                       | –                       |
| "Feel Good Inc." (suradnja s De La Soul)                                | 9. svibnja 2005.    | Demon Days      | 2                       | 3                       | 8                       | 5                       | 2                       | 14                      | 1                       |
| "DARE" (suradnja sa Shaunom Ryderom)                                    | 29. kolovoza 2005.  | Demon Days      | 1                       | 11                      | 37                      | 11                      | 5                       | 87                      | 8                       |
| "Dirty Harry" (suradnja s Bootie Brownom)                               | 21. listopada 2005. | Demon Days      | 6                       | 15                      | 77                      | 26                      | –                       | –                       | –                       |
| "Kids with Guns" (suradnja s Neneh Cherry) / "El Mañana"                | 10. travnja 2006.   | Demon Days      | 27                      | 31                      | 97                      | 33                      | –                       | –                       | –                       |
| "Stylo" (suradnja s Bobby Womackom i Mos Defom)                         | 26. siječnja 2010.  | Plastic Beach   | –                       | 48                      | 63                      | 44                      | –                       | 103                     | –                       |
| "Superfast Jellyfish" (suradnja s Gruff Rhysom i De La Soul)            | 9. svibnja 2010.    | Plastic Beach   | –                       | –                       | –                       | –                       | –                       | –                       | –                       |
| "On Melancholy Hill"                                                    | 12. lipnja 2010.    | Plastic Beach   | 78                      | 94                      | –                       | –                       | –                       | –                       | –                       |
| "Rhinestone Eyes"                                                       | 6. rujna 2010.      | Plastic Beach   | –                       | –                       | –                       | –                       | –                       | –                       | –                       |
| "Doncamatic" (suradnja s Daleyom)                                       | 21. studenog 2010.  | —               | 37                      | 60                      | –                       | –                       | –                       | –                       | –                       |
| "Phoner to Arizona"                                                     | 24. prosinca 2010.  | The Fall        | –                       | –                       | –                       | –                       | –                       | –                       | –                       |
| "Revolving Doors / Amarillo"                                            | 14. ožujka 2011.    | The Fall        | –                       | –                       | –                       | –                       | –                       | –                       | –                       |
| "DoYaThing" (suradnja s Jamesom Murphyem i André 3000)                  | 23. veljače 2012.   | _               | –                       | –                       | –                       | –                       | –                       | –                       | –                       |
| "Saturnz Barz" (suradnja s Popcaanom)                                   | 23. ožujka 2017.    | Humanz          | 87                      | –                       | –                       | –                       | –                       | 101                     | –                       |
| "We Got the Power" (suradnja s Jehnny Beth i Noelom Gallagherom)        | 23. ožujka 2017.    | Humanz          | –                       | –                       | –                       | –                       | –                       | –                       | –                       |
| "Ascension" (suradnja s Vinceom Staplesom)                              | 23. ožujka 2017.    | Humanz          | 91                      | –                       | –                       | –                       | –                       | –                       | –                       |
| "Andromeda" (suradnja s D.R.A.M.-om)                                    | 23. ožujka 2017.    | Humanz          | –                       | –                       | –                       | –                       | –                       | –                       | –                       |
| "Let Me Out" (suradnja s Pusha T-om i Mavis Staplesom)                  | 6. travnja 2017.    | Humanz          | –                       | –                       | –                       | –                       | –                       | 115                     |                         |
| "The Apprentice" (suradnja s Rag'n'Bone Manom, Rayem BLK i Zebrom Katz) | 24. travnja 2017.   | Humanz          | –                       | –                       | –                       | –                       | –                       | –                       | –                       |
| "Sleeping Powder"                                                       | 8. lipnja 2017.     | –               | –                       | –                       | –                       | –                       | –                       | –                       | –                       |
| "Strobelite" (suradnja s Pevenom Everettom)                             | 2017.               | Humanz          | –                       | –                       | –                       | –                       | –                       | –                       | –                       |
| "Garage Palace" (suradnja s Little Simz)                                | 2017.               | Humanz          | –                       | –                       | –                       | –                       | –                       | –                       | –                       |
| "Andromeda (D.R.A.M. Special)" (suradnja s D.R.A.M.-om)                 | 2017.               | Humanz          | –                       | –                       | –                       | –                       | –                       | –                       | –                       |
| "Humility" (suradnja s Georgeom Bensonom)                               | 2018.               | The Now Now     | 81                      | –                       | –                       | –                       | –                       | –                       | –                       |
| "Lake Zurich"                                                           | 2018.               | The Now Now     | –                       | –                       | –                       | –                       | –                       | –                       | –                       |
| "Sorcererz"                                                             | 2018.               | The Now Now     | –                       | –                       | –                       | –                       | –                       | –                       | –                       |
| "Fire Flies"                                                            | 2018.               | The Now Now     | –                       | –                       | –                       | –                       | –                       | –                       | –                       |
| "Hollywood" (suradnja sa Snoop Doggom i Jamiejem Principleom)           | 2018.               | The Now Now     | –                       | –                       | –                       | –                       | –                       | –                       | –                       |
| "Tranz"                                                                 | 2018.               | The Now Now     | –                       | –                       | –                       | –                       | –                       | –                       | –                       |

## DVD-ovi
| DVD                            | Objavljen           | Sadržaj                                 |
| ------------------------------ | ------------------- | --------------------------------------- |
| Phase One: Celebrity Take Down | 18. studenog 2002.  | Video spotovi s albuma Gorillaz         |
| Demon Days Live                | 27. ožujka 2006.    | Demon Days nastup uživo u prosincu 2005 |
| Phase Two: Slowboat to Hades   | 30. listopada 2006. | Video spotovi s albuma Demon Days       |

## Ne-albumske pjesme
Sastav Gorillaz ima puno pjesama koje nisu objavljene na albumima, no unatoč tome one su dostupne obožavateljima. Ovo je nepotpun popis tih pjesama:
- "19-2000 (dub)"
- "911" (suradnja s D12) – 5:48
- "A Fistful of Peanuts (alternativni Remix)" – 6:39
- "A1M1 (ruff Mix)"
- "Clint Eastwood (uživo u Sarm studiju)" – 5:43
- "Dirty Harry (chopper remix)" – 3:39
- "Don Quixote's Christmas Bonanza" – 3:44
- "Dub Dumb" – 4:14
- "Feel Up (Gorillaz i Madonna)"
- "Latin Simone (engleska verzija)" – 3:38
- "Lil' Dub Chefin' (radio edit)"
- "Mix 2" – 2:07
- "Mr. Softy's Balloon Race" – 3"44
- "Strictly Rubbadub (alternativni remix)" – 5:14
- "Doncamatic" – 3:28
- "DoYaThing" –  5:05
- "Sleeping Powder" – 3:04